# 埃斯梅拉达斯 (巴西)
埃斯梅拉达斯（葡萄牙語：Esmeraldas）是巴西米纳斯吉拉斯州的一个市镇。总面积909.592平方公里，总人口55436人，人口密度60.9人/平方公里。